# Crocothemis inquinata
Crocothemis inquinata är en trollsländeart som först beskrevs av Jules Pièrre Rambur 1842.  Crocothemis inquinata ingår i släktet Crocothemis och familjen segeltrollsländor. Inga underarter finns listade i Catalogue of Life.